# Yemilchyne (huyện)
Huyện Yemilchyne (tiếng Ukraina: Ємільчинский район, chuyển tự: Yemilchynes’kyi raion) là một huyện của tỉnh Zhytomyr thuộc Ukraina. Huyện Yemilchyne có diện tích 2112 kilômét vuông, dân số theo điều tra dân số ngày 5 tháng 12 năm 2001 là 41707 người với mật độ 20 người/km2. Trung tâm huyện nằm ở Yemilchyne.